# Alfred Fowler
Alfred Fowler, FRS, angleški astronom, * 22. marec 1868, Wilsden, grofija Yorkshire, Anglija, † 24. junij 1940, Ealing, London, Anglija.
Fowler je med prvimi odkril, da je temperatura Sončevih peg nižja od okolice.